# 슈텔리호
슈텔리호(독일어: Stellisee 슈텔리제[*])는 스위스 페나인 알프스의 체르마트 근처에 있는 산악 호수이다. 호수는 마테호른이 선명하게 반사되어 무엇보다 사진 모티브로 유명하다.
호수는 체르마트에서 시작하는 수많은 등산로나 지하 케이블카를 통해 수네가까지 (3분), 곤돌라를 타고(5분) 블라우헤르트까지 갈 수 있다. 블라우헤르트 산역에서 해발 2,537m에 자리잡고 있는 슈텔리호까지 도보로 불과 몇 분 거리이다.

## 주변
슈텔리호 근처에는 블라우헤르트 레스토랑(블라우헤르트 산 역에 직접 위치)과 플루알프 산 레스토랑(호수 바로 위의 해발 2,620m에 있음)이라는 두 개의 휴게소가 있다.
체르마트 5대 호숫길을 통해 슈텔리호에서 다른 산악 호수에 도달할 수 있다.
- 그린티호(Grindjesee)
- 그륀호 (Grüensee)
- 무스이호 (Moosjisee)
- 라이호 (Leisee)

## 갤러리

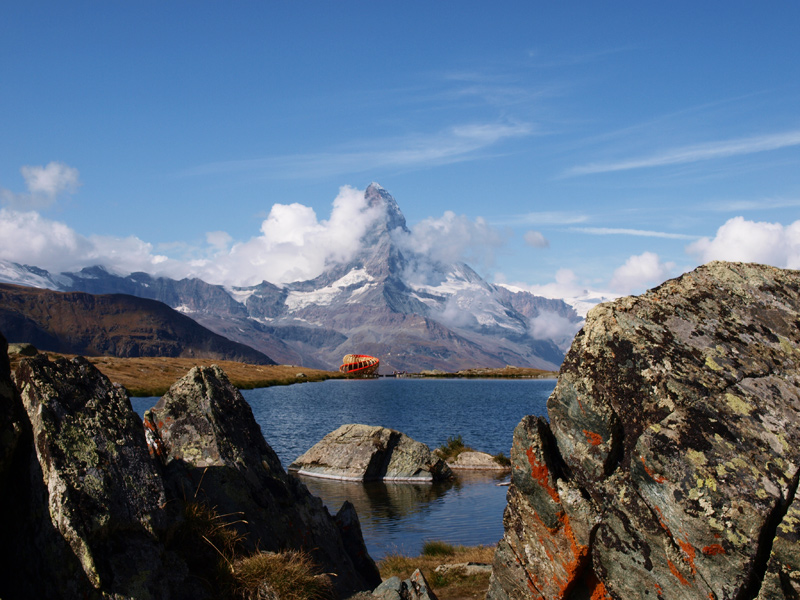
마테호른이 보이는 슈텔리 호수
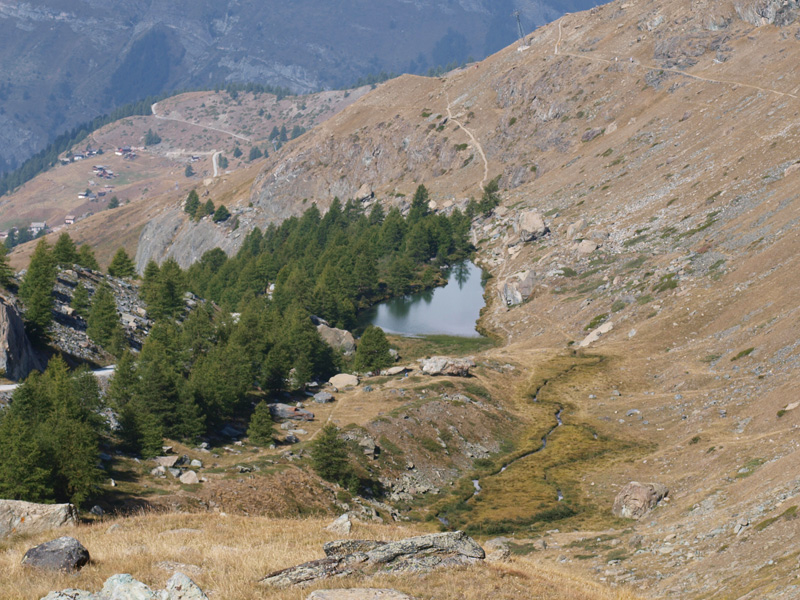
그린티호
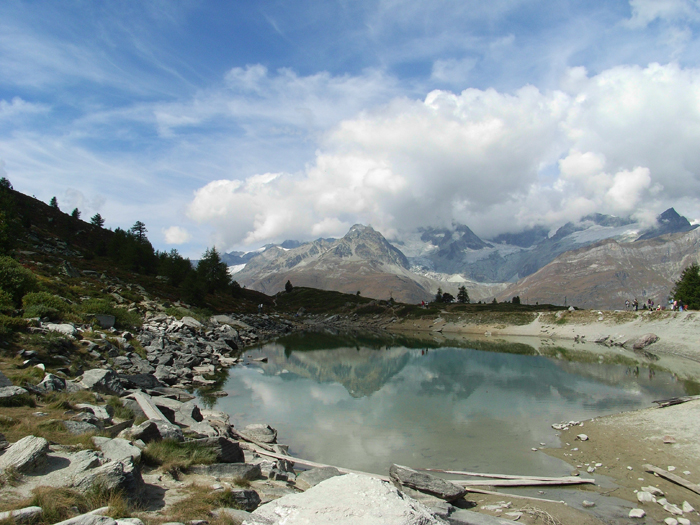
그륀호
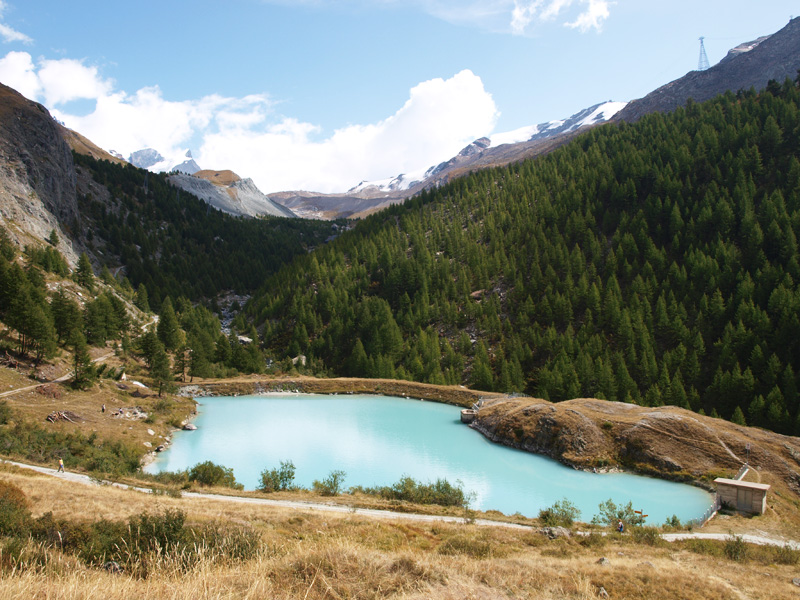
무스이호
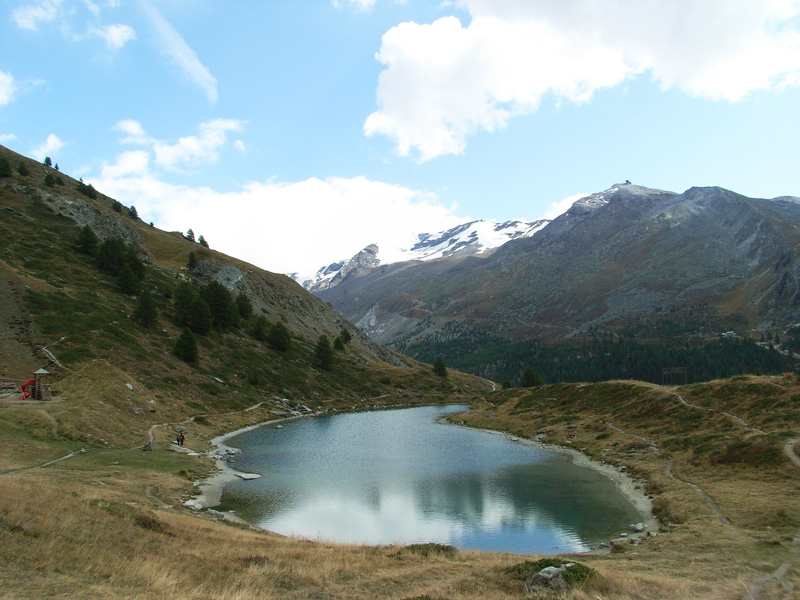
라이호